# Chouffe
Pour les articles ayant des titres homophones, voir Choufe et Chouf.
La Chouffe est une bière blonde belge. Elle est produite en Wallonie par la Brasserie d'Achouffe, dans le village du même nom, en province de Luxembourg. Elle fait partie des blondes des Ardennes.

## La bière

### Histoire
L'histoire commence avec deux beaux-frères, Pierre Gobron et Christian Bauweraerts, qui brassent pour le plaisir durant leurs week-ends dans les années 70. La brasserie d'Achouffe est fondée en 1982 et le premier brassin de bière a été produit le 27 août avec 49 litres. Basé sur la légende des Ardennes flamandes, un gnome a été choisi comme logo d'entreprise de la brasserie. En 1984, Pierre Gobron quitte la production de crème glacée pour devenir le premier employé suivi par Bauweraerts quatre ans plus tard. En 1987, la capacité de brassage passa à 1500 hectolitres.
En 1992, la production passe de 3 400 hectolitres à 5 000 hectolitres par an. À l'époque, les deux-frères ne produisaient que des grandes bouteilles de 75cl et fûts de 20L de La Chouffe et McChouffe. Les bouteilles de 33cl sont arrivées en mai 2009.
Les bières Chouffe ont reçu plusieurs prix mondiaux : en 1997, la brasserie a ainsi été classée dans le top 10 des brasseries mondiales, selon le Beverage Institute of Chicago. En 1998, la Chouffe a gagné la médaille d'or au Concours international des bières de Montréal, dans la catégorie «ale forte sur levure».
En 1999, la Chouffe s'est vu décerner le titre de « bière du siècle» aux Pays-Bas, selon un sondage réalisé par l'association Bierned.

### Caractéristiques
La Chouffe est une bière blonde à triple fermentation, elle possède un haut degré d'alcool (8 % alc./vol.). Son arôme est particulier, fleur d'oranger ou pomme acide.

## Brasserie

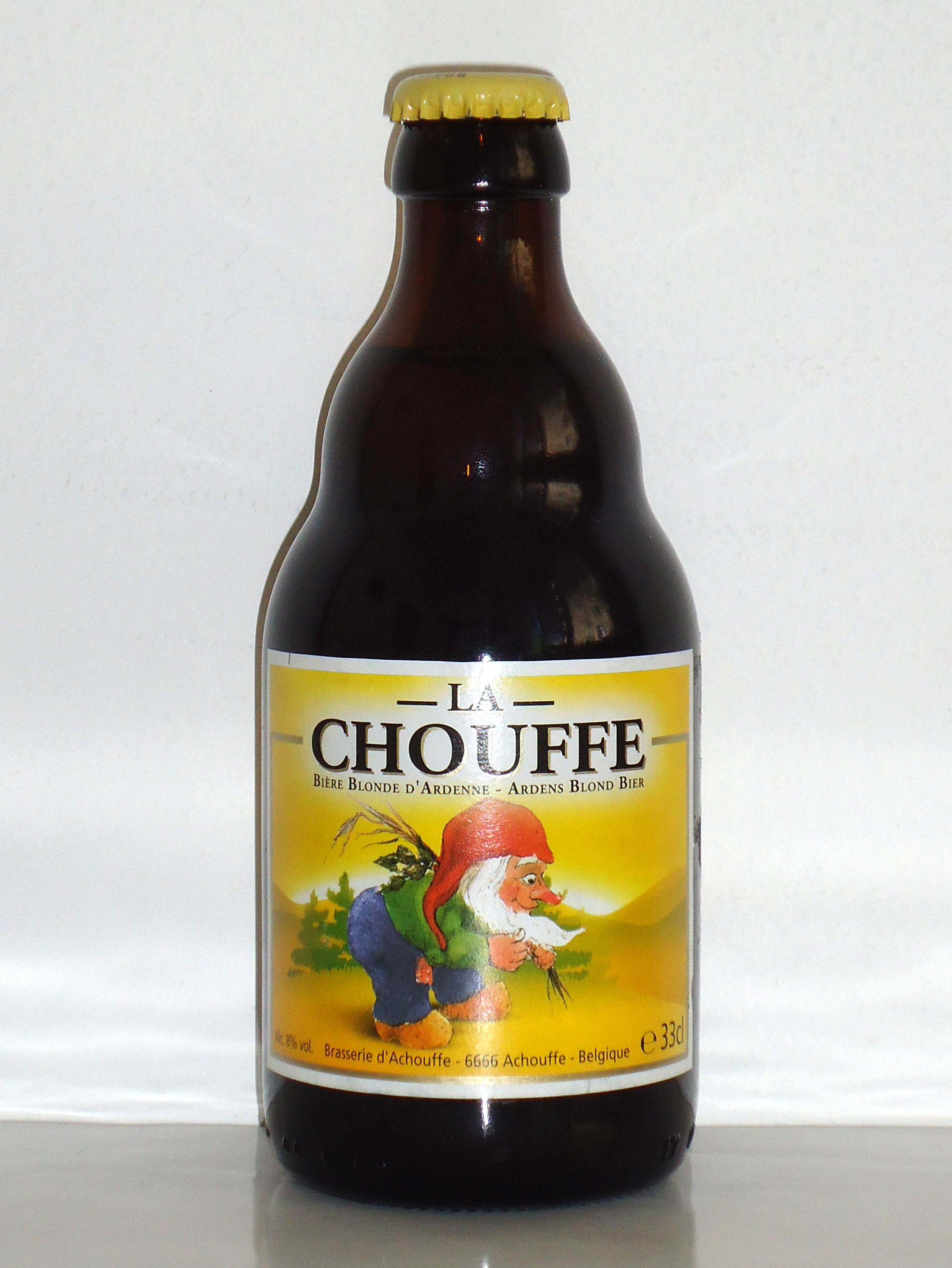
La Chouffe

La Chouffe est produite en grande partie dans la Brasserie d'Achouffe en Wallonie. Cette brasserie est sous contrat avec la brasserie Duvel Moortgat.
L'identité de la marque est un lutin Marcel Chouffe, car d'après la marque elle-même, les lutins et farfadets seraient très présents dans les Ardennes. L'atelier attenant à la brasserie s'appelle l'auberge des Lutins.

## Sponsor
La Chouffe sponsorise une course cycliste de catégorie Amateurs (Proximus Challenge) dans les Ardennes, La Chouffe Classic, avec la Côte de la Haussire Sud, « l'ascension la plus difficile de Belgique », pourcentage moyen de 6% et un pourcentage maximal de 14%, 4 fois plus longue que le Mur de Grammont, pourcentage moyen de 9,2% et un pourcentage maximal de 20%.

## Galerie

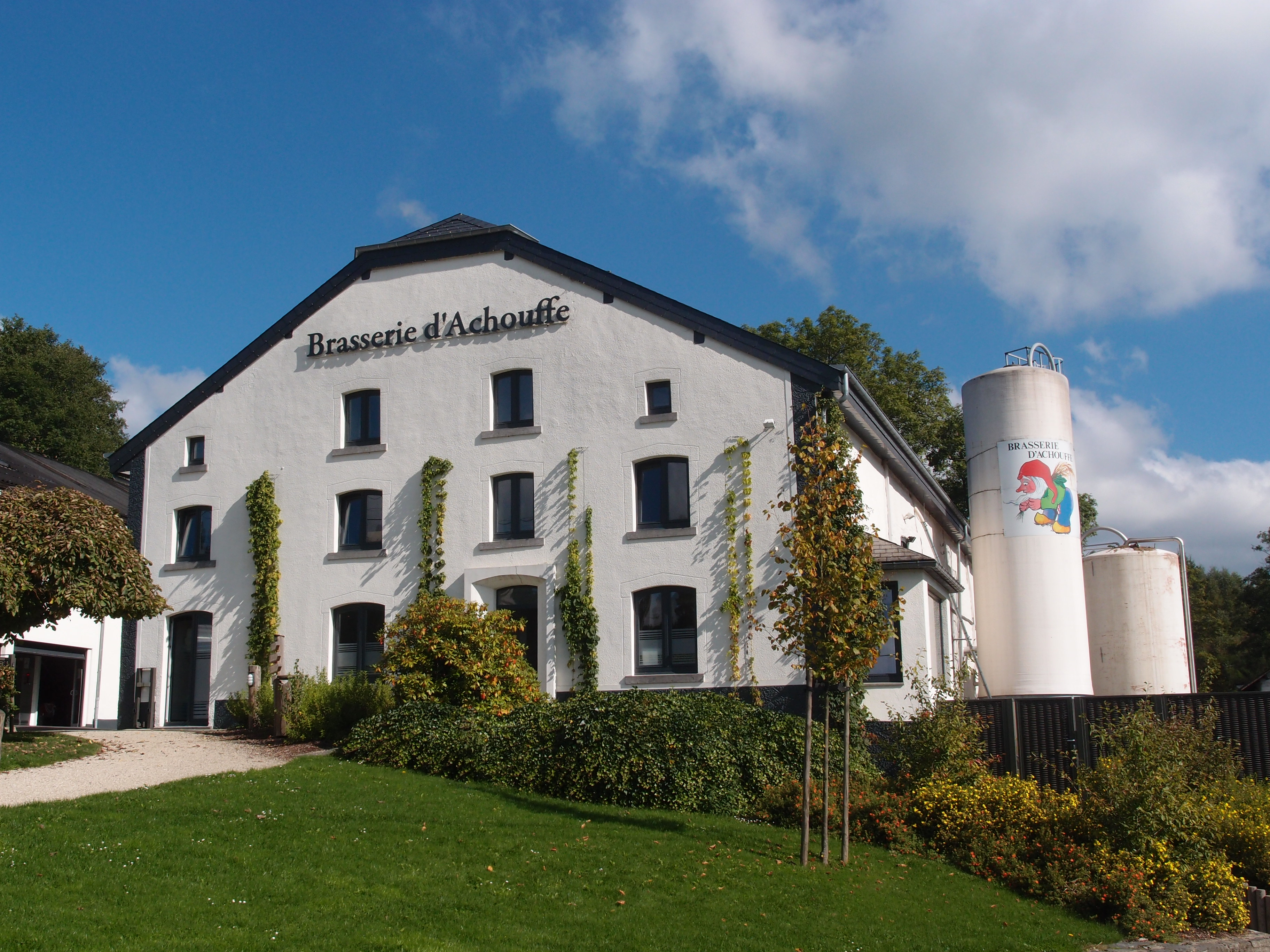
Brasserie d'Achouffe.
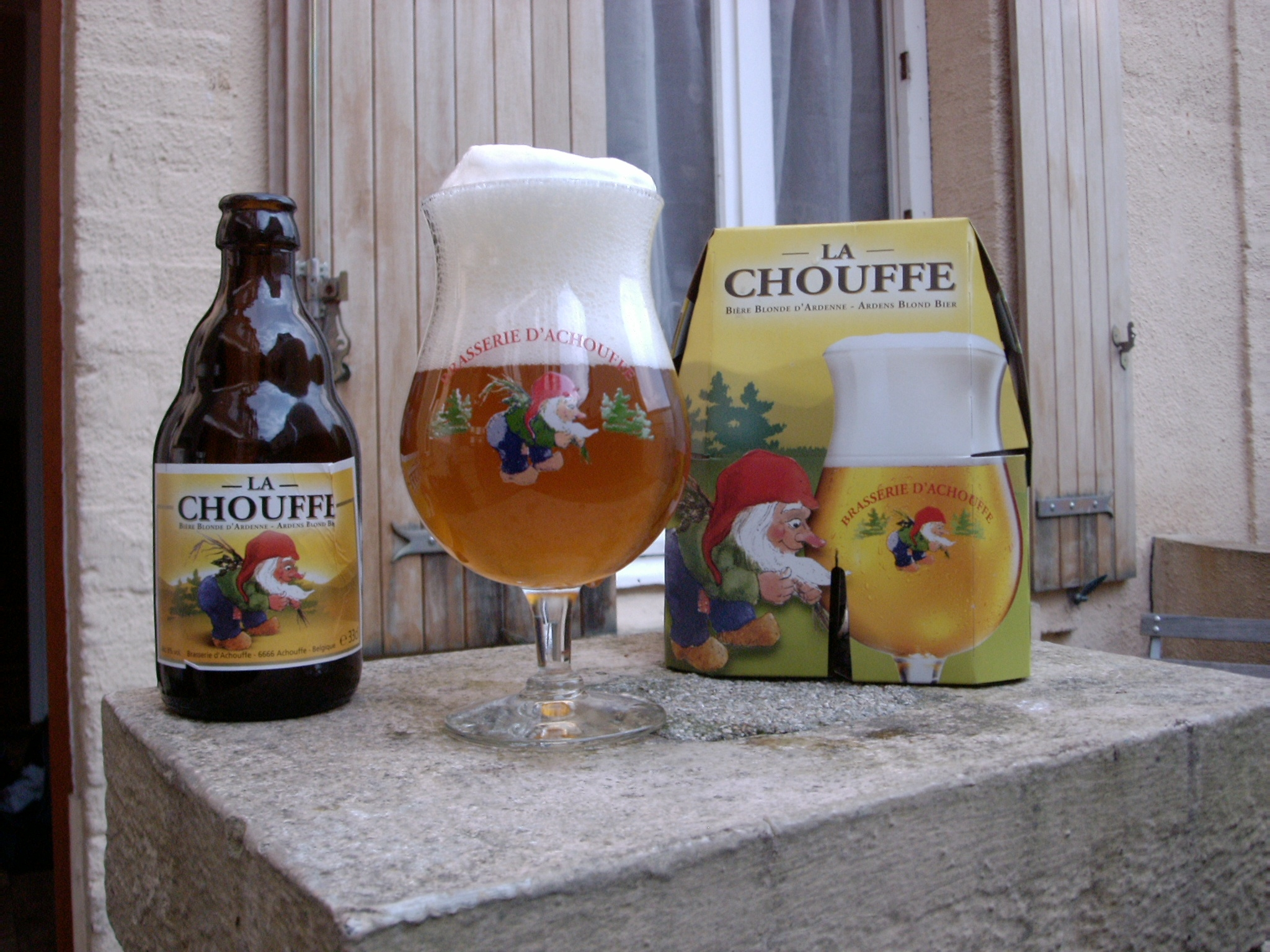
La Chouffe.
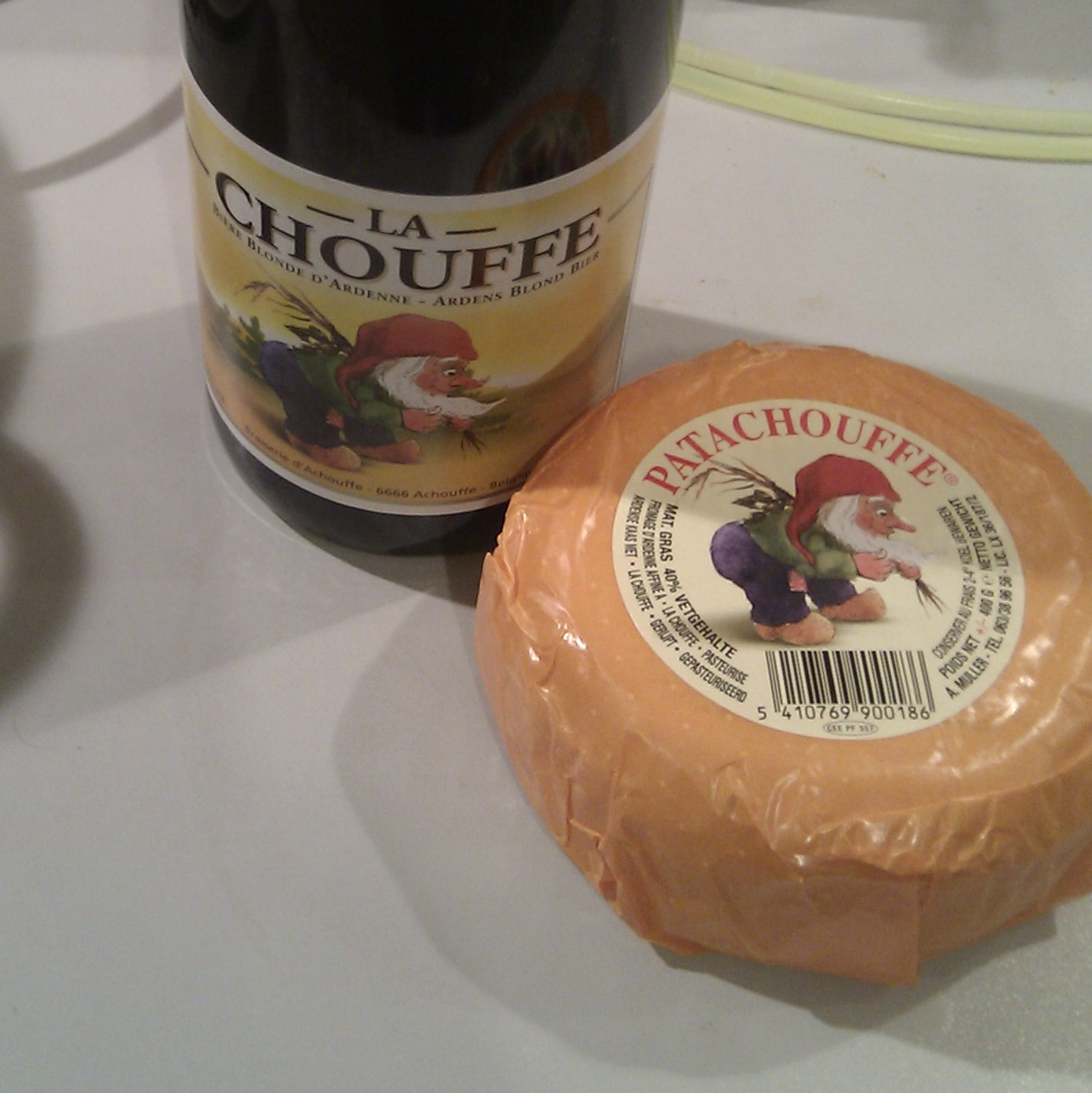
Fromage Patachouffe.
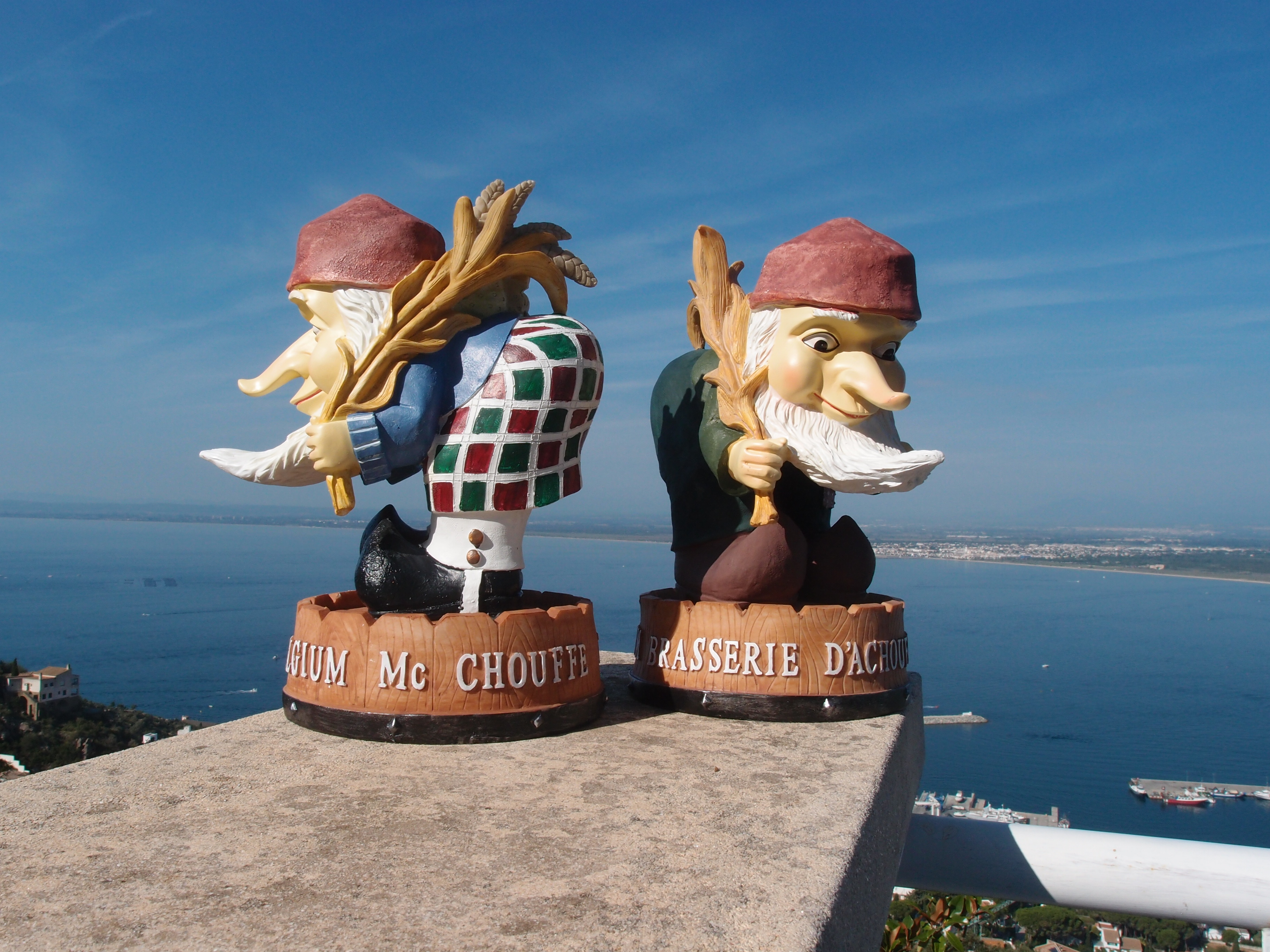
Les nains Chouffe.